# Острів

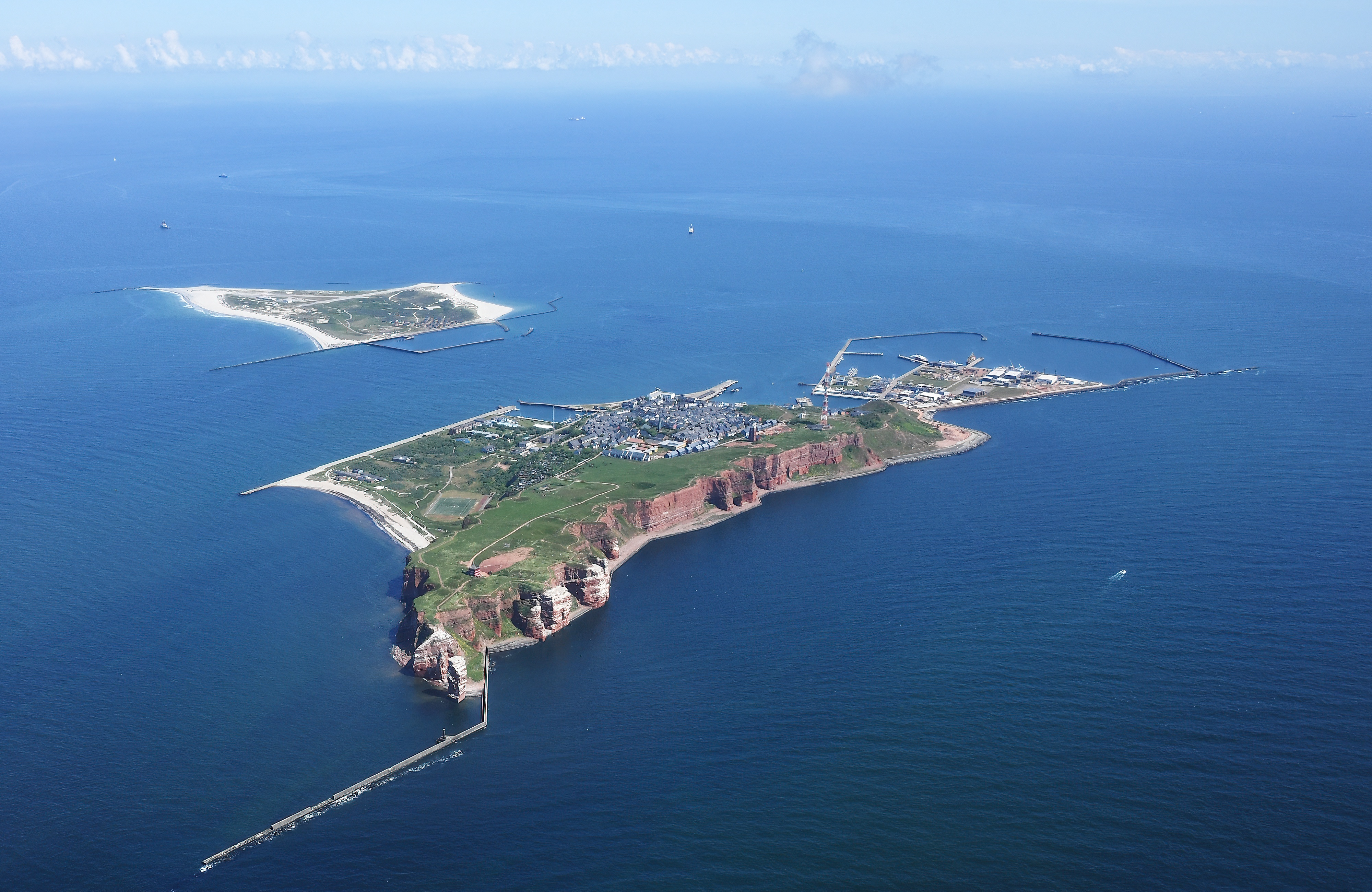
острови Гельголанд

О́стрів  — частина суходолу, оточена з усіх сторін водою. Від материків відрізняються порівняно невеликими розмірами. Трапляються поодинокі острови та архіпелаги (групи островів). Острови в океанах і морях поділяють на материкові й самостійні (вулканічні, коралові, намивні). Серед островів річок і озер розрізняють намивні та ерозійні.
Розрізняють такі види островів:
- материкові острови — розташовані на материковому шельфі, можуть виникати внаслідок занурення материкової поверхні з різноманітним рельєфом;
- вулканічні острови — виникають як результат діяльності вулканів. До них відносять також коралові острови, або атоли, що виникають внаслідок діяльності організмів на підводних вулканічних утвореннях;
- річкові острови — острови в річкових дельтах та на великих річках.

## Різниця між островами і материками
Гренландія є найбільшим у світі островом, площа якого перевищує 2,1 млн км², тоді як Австралія — найменший материк у світі, має площу 7,6 млн км², але не існує такої міри розміру, яка б відрізняла острови від материків. Існує геологічна різниця між островами і материками. Материки мають під собою континентальну літосферу, що є частиною тектонічних плит, які розміщуються високо на земній мантії. Океанічна кора також є частиною тектонічних плит, але вона щільніша за континентальну літосферу, тому плаває глибше на мантії. Острови є або розширеннями океанічної кори (наприклад, вулканічні острови) або геологічно можуть бути частиною деякого материка на материковій літосфері (наприклад, Гренландія). Це правило також стосується Австралії, що розміщується на власній континентальній літосфері і тектонічній плиті.

## Штучні острови

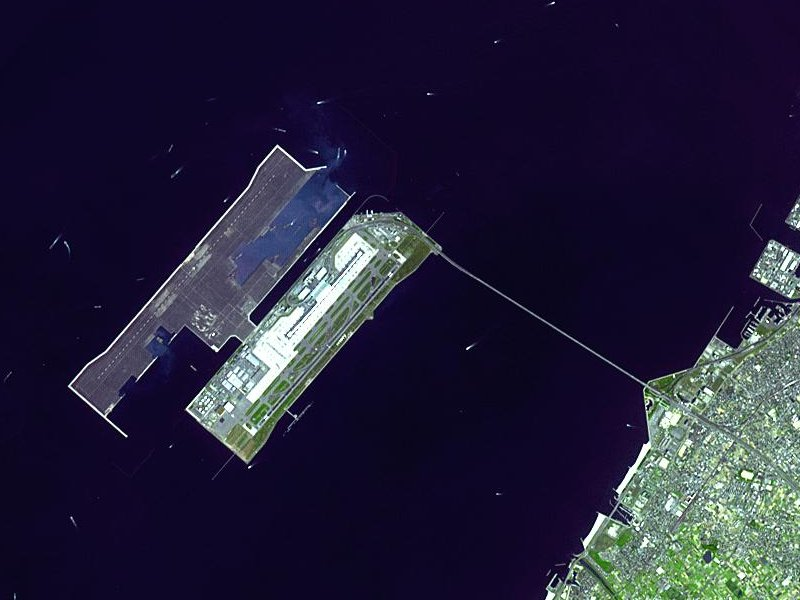
Міжнародний аеропорт Кансай на побудованому штучному острові в Японії.

Переважна більшість островів на Землі є природними і утворені тектонічними силами або вулканічними виверженнями. Проте існують штучні (зроблені людиною) острови, наприклад, острів у затоці Осака японського острову Хонсю, на якому розмістився Міжнародний аеропорт Кансай. Штучні острови можуть будувати за допомогою природних матеріалів (землі, каміння або піску) або штучного (наприклад, бетонних плит або переробленого сміття). Іноді штучним чином розширяють природні острови, наприклад, Васильєвський острів в російському місті Санкт-Петербург було збільшено, і його західний берег розширений на захід приблизно на 500 м при побудові вантажопасажирського порту.
Штучні острови іноді будують з уже існуючим природним «підняттям з низьким рівнем припливу», це природно утворені ділянки землі, які оточені водою і перебувають над водою при малих припливах та затоплюється припливом. Юридично це не острів і він не має територіальних вод, що б належали до нього.

## Найбільші острови
- Найбільший острів: Гренландія
- Найбільший острів серед озера: Манітулін
- Найбільший острів серед річки: Бананал
- Найбільший острів у прісній воді: Маражо
- Найбільший безлюдний острів: Девон
- Острів, що знаходиться нижче всіх: острів Франкетті посеред озера Афрера, Ефіопія
- Острів, що поділено між найбільшою кількістю країн: Борнео (Бруней, Індонезія, Малайзія)
- Найбільший острів України та Чорного моря: Джарилгач